# Joey Silvera
Joey Silvera, pseudonimo di Joseph Nassivera (New York, 20 dicembre 1951), è un attore pornografico statunitense, anche regista dei suoi stessi video.

## Biografia
Joey Silvera lavora nell'industria del porno USA sin dai primi anni settanta. Nativo dello Stato di New York, iniziò la sua carriera di pornoattore a San Francisco nel 1974. La sua professione lo porterà ad apparire in più di 1000 pellicole hard nel corso della sua pluridecennale carriera. Veniva spesso scritturato come spalla del protagonista, dando una certa connotazione umoristica alla sua recitazione, e rimane una delle figure più riconoscibili del mondo dei film a luci rosse. Durante la sua carriera ha lavorato con quasi tutte le più grandi pornostar dell'epoca d'oro del Porno, tra le tante si ricordano Ginger Lynn, Annette Haven, Nina Hartley.
Nei primi anni novanta, Silvera iniziò a dirigere i propri film per la sua compagnia All Blew Shirts (successivamente chiamata Joey Silvera Video). I suoi video venivano inizialmente distribuiti dalla Devil's Film, più tardi Silvera si accordò con la Evil Angel di John Stagliano per garantire una migliore distribuzione dei suoi lavori.
Silvera è anche celebre per aver introdotto le donne transgender nel mondo del porno professionale. Sue celebri serie di porno con donne trans sono Service Animals e The Shemale Rogue Adventures.
Inoltre ha una piccola parte parlata nel disco del 2005 del rapper statunitense Necro, The Sexorcist, precisamente nella canzone Whore dove afferma che Necro ha ispirato dei film porno da lui diretti.
Silvera è membro sia della Hall of Fame dell'AVN, di quella della Legends of Erotica e della XRCO Hall of Fame.

## Riconoscimenti

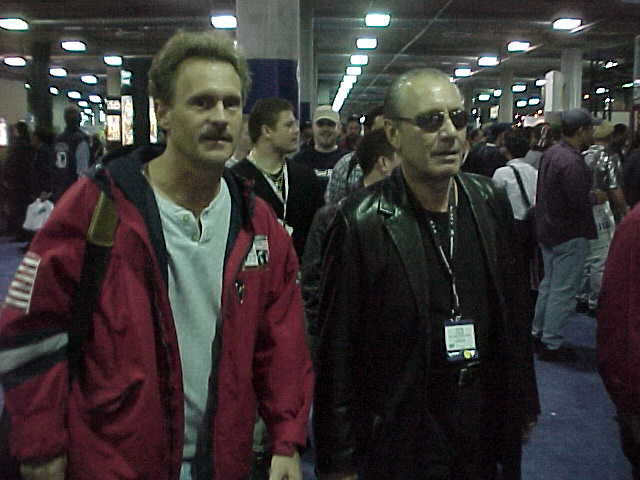
Joey Silvera e John Leslie nel 2000

### Da attore
- AVN Awards
- 1987 - Best Couples Sex Scene (video) per Blame It on Ginger con Krista Lane[5]
- 1987 - Best Supporting Actor per She's So Fine[5]
- 1988 - Best Couples Sex Scene (video) per Made in Germany con Tracey Adams[5]
- 1989 - Best Group Sex Scene (video) per Ghostess with the Mostess con Aja, Dana Lynn, Lisa Bright e Blake Palmer[6]
- 1993 - Best Actor per The Party[5]
- 1993 - Best Couples Sex Scene (video) per The Party con Alex Jordan[5]
- 1993 - Best Supporting Actor  per Facedance 1 e 2[5]
- 2009 - Best Oral Sex Scene per Face Fucking Inc 3 con Annette Schwarz[7]
- XRCO Awards
- 1985 - Slizzing Support - Male per Public Affairs[8]
- 1986 - Slizzing Support - Male per She's So Fine[8]
- 1990 - Best Threeway Sex Scene per Hot Scalding con Pamela Rose e Damien Cashmere[9]
- 1990 - Hall of Fame[10]
- 1995 - Best Group Sex Scene per Buttman's British Moderately Big Tit Adventure con Stephanie Hart-Rogers, Janey Lamb e Rocco Siffredi[11]

### Da regista
- AVN Awards
- 2003 - Best Transsexual Tape per Rogue Adventures 16[5]
- 2004 - Best Gonzo Series per Service Animals[5]
- 2006 - Best Transsexual Release per Rogue Adventures 24[5]
- 2006 - Best Gonzo Series per Service Animals[5]
- 2007 - Best Speciality Release - Fem - Dom - Strap - On per Strap Attack 4[12]
- 2007 -  Best Transsexual Release per Rogue Adventures 27[5]
- 2009 - Best Oral Themed Series per Face Fucking Inc.[13]
- 2010 - Best Oral Themed Series per Face Fucking Inc.[14]
- 2010 - Best Squirting Series per Storm Squirters[15]
- 2010 - Best Transsexual Release per Rogue Adventures 33[16]
- 2011 - Best Speciality Release - Fem - Dom - Strap - On per Strap Attack 12[17]
- 2011 - Best Transsexual Series per She-Male XTC[18]
- XBIZ Awards
- 2012 - Transsexual Director of the Year[19]
- 2014 - Transsexual Director of the Year[20]
- 2015 - Transsexual Director of the Year[21]
- 2016 - Transgender Director of the Year[22]
- XRCO Awards
- 2001 - Best Gonzo Series per Service Animals[9]
- 2004  - Best Gonzo Series per Service Animals[9]
- 2005  - Best Gonzo Series per Service Animals[9]
- 2006  - Best Gonzo Series per Service Animals[23]
- Tranny Awards
- 2010 - Best DVD Director[24]
- 2012 – Lifetime Achievement Award[25]
- 2016 - Best DVD Director[26]

## Filmografia

### Attore
- Fantasy Girls (1974)
- Daughters of Darkness (1975)
- Do You Wanna Be Loved (1975)
- For Love of Money (1975)
- Journey of O (1975)
- Love Games (1975)
- Milk Maid (1975)
- Most Valuable Pussy (1975)
- My Sister Eileen (1975)
- Odalisque (1975)
- Pleasure Masters (1975)
- Savage Lust (1975)
- Strange Diary (1975)
- Teenage Runaway (1975)
- Young and Abused (1975)
- C.B. Mamas (1976)
- Carnal Haven (1976)
- Ceremony the Ritual of Love (1976)
- Count the Ways (1976)
- Daddy's Little Girl (1976)
- Easy Alice (1976)
- Femmes de Sade (1976)
- Finishing School (1976)
- Hard Candy (1976)
- Love You to Death (1976)
- Naked Afternoon (1976)
- One of a Kind (1976)
- Overnight Sensation (1976)
- Play Only With Me (1976)
- Pony Girls (1976)
- Surfer Girls (1976)
- Teenage Birthday Ball (1976)
- Thunderbuns (1976)
- Baby Face (1977)
- Confessions of a Woman (1977)
- Expectations (1977)
- Fantastic Orgy (1977)
- Hard Soap Hard Soap (1977)
- Hot Cookies (1977)
- Long Jeanne Silver (1977)
- Reflections (1977)
- SexWorld (1977)
- Shiela's Payoff (1977)
- Sweet Secrets (1977)
- Tentazioni di una moglie infedele (V: the Hot One, 1977)
- Wetter The Better (1977)
- Young Students (1977)
- Blue Voodoo (1978)
- Candy Stripers (1978)
- Chorus Call (1978)
- Danish Films 1143 (1978)
- Le avventure erotiche di Candy (Erotic Adventures of Candy, 1978)
- Expensive Tastes (1978)
- First Time (1978)
- Here Comes the Bride (1978)
- Legend of Lady Blue (1978)
- Love Lips (1978)
- Other Side of Julie (1978)
- Pink Lips (1978)
- Desiree la grande insaziabile (Pretty Peaches, 1978)
- Pussycat Ranch (1978)
- Skin Flicks (1978)
- Swedish Erotica Film 112 (1978)
- Taste of Sugar (1978)
- Way Down Deep (1978)
- Black Silk Stockings (1979)
- Go On Your Own Way (1979)
- New York Babes (1979)
- Pleasure Palace (1979)
- That's Porno (1979)
- Diamond Collection 6 (1980)
- Diamond Collection Film 018 (1980)
- Odds and Ends (1980)
- Stormy (1980)
- Swedish Sorority Girls (1980)
- Tenderloins (1980)
- Urban Cowgirls (1980)
- Between the Sheets (1981)
- Cells of Passion (1981)
- Centerfold Fever (1981)
- Cheryl Hansson: Cover Girl (1981)
- Dancers (1981)
- Extremes (1981)
- Girls Girls Girls 2 (1981)
- Outlaw Ladies (1981)
- Sugar Britches (1981)
- Swedish Erotica 29 (1981)
- Swedish Erotica 9 (1981)
- Trailblazers 9 (1981)
- Trashi (1981)
- 1001 Erotic Nights (1982)
- All About Annette (1982)
- Body Magic (1982)
- Brief Affair (1982)
- Campus Capers (1982)
- Consenting Adults (1982)
- Devil in Miss Jones 2 (1982)
- Erotica Collection 1 (1982)
- Every Which Way She Can (1982)
- Luscious (1982)
- Memphis Cathouse Blues (1982)
- Nightlife (1982)
- Nurses of the 407 (1982)
- Oui Girls (1982)
- Purely Physical (1982)
- What Happened In Bunny's Ofice (1982)
- Widespread Scandals of Lydia Lace (1982)
- Babylon Blue (1983)
- Best of Alex de Renzy (1983)
- Between Lovers (1983)
- Chastity Kidd (1983)
- Erotic Fantasies 1 (1983)
- Flesh And Laces (1983)
- Flesh and Laces 2 (1983)
- Nati con la camicia (1983)
- Hot Pink: Best Of Alex DeRenzy 2 (1983)
- Hustler Video Magazine 1 (1983)
- In the Pink (1983)
- Maneaters (1983)
- Night Hunger (1983)
- Public Affairs (1983)
- San Fernando Valley Girls (1983)
- San Francisco Original 200 9 (1983)
- Show Your Love (1983)
- Slit Skirts (1983)
- Suzie Superstar 1 (1983)
- Swedish Erotica 47 (1983)
- Swedish Erotica 49 (1983)
- That's Outrageous (1983)
- When She Was Bad (1983)
- Whose Fantasy is This Anyway (1983)
- Young Like It Hot (1983)
- Bizarre Thunder (1984)
- Black Sister White Brother (1984)
- Brooke Does College (1984)
- Christine's Secret (1984)
- Dirty Blonde (1984)
- Eighth Erotic Film Festifal (1984)
- Give It to Me (1984)
- Good Girls Bad Girls (1984)
- Hostage Girls (1984)
- Hot Licks (1984)
- Hot Stuff (1984)
- Hypersexuals (1984)
- Inside Everybody (1984)
- Inside Little Oral Annie (1984)
- Jailhouse Girls (1984)
- Long Hard Nights (1984)
- Lusty Ladies 9 (1984)
- Never Sleep Alone (1984)
- Opening Night (1984)
- Passion Play (1984)
- Pleasure Island (1984)
- Pussycat Galore (1984)
- Raw Talent 1 (1984)
- Sex Spa USA (1984)
- Sexsations (1984)
- Shanghai Girls (1984)
- Spitfire (1984)
- Stray Cats (1984)
- Supergirls Do General Hospital (1984)
- Supergirls Do the Navy (1984)
- Throat 12 Years After (1984)
- Trinity Brown (1984)
- Urges in Young Girls (1984)
- White Hot (1984)
- Alien Lust (1985)
- Amber's Desires (1985)
- Best Little Whorehouse in San Francisco (1985)
- Boy Toy (1985)
- Can't Get Enough (1985)
- Cheap Thrills (1985)
- Cherry Cheesecake (1985)
- Cherry Tricks (1985)
- Climax (1985)
- Erotic City (1985)
- Erotic World of Crystal Dawn (1985)
- First Annual XRCO Adult Film Awards (1985)
- Hard to Swallow (1985)
- Head (1985)
- Hot Girls in Love (1985)
- Kiss of the Gypsy (1985)
- Legacy of Lust (1985)
- Lilith Unleashed (1985)
- Little Oral Annie Takes Manhattan (1985)
- Love Button (1985)
- Naked Scents (1985)
- New York Vice (1985)
- Obsession (1985)
- Once Upon a Madonna (1985)
- One Night in Bangkok (1985)
- Phone Sex Fantasies (1985)
- Screw Erotic Video 1 (1985)
- Sex Academy (1985)
- Sexavision (1985)
- She's So Fine (1985)
- Showdown (1985)
- Sperminator (1985)
- Super Chic (1985)
- Superstars of Porn 1 (1985)
- Suzie Superstar 2 (1985)
- Sweet Surrender (1985)
- Taboo IV: The Younger Generation (1985)
- Taboo American Style 3 (1985)
- Taboo American Style 4 (1985)
- Taste of Pink (1985)
- Tooltime Memories (1985)
- Trick Or Treat (1985)
- Untamed Passions (1985)
- Wet Dreams (1985)
- With Love Loni (1985)
- 10 1/2 Weeks (1986)
- 1001 Erotic Nights 2 (1986)
- And I Do Windows Too (1986)
- Beyond Desire (1986)
- Black Girls Do It Better (1986)
- Blacks and Blondes 25 (1986)
- Blame It on Ginger, regia di Henri Pachard (1986)
- Blazing Bedrooms (1986)
- Born to Run (1986)
- Brat (1986)
- Breaking In (1986)
- Call Girl (1986)
- China White (1986)
- Classic Swedish Erotica 23 (1986)
- Classic Swedish Erotica 7 (1986)
- Club Ecstasy (1986)
- Club Exotica 1 (1986)
- Club Exotica 2 (1986)
- Confessions Of A Middle Aged Nympho (1986)
- Dangerous Women (1986)
- Deep and Wet (1986)
- Despicable Dames (1986)
- Doin' the Harlem Shuffle (1986)
- Doll Face (1986)
- Fashion Dolls (1986)
- For Your Thighs Only (1986)
- Fortune Cookie Nookie (1986)
- Ginger and Spice (1986)
- Girls of Paradise (1986)
- Hard Candy (1986)
- Hidden Fantasies (1986)
- Hot Nights Hard Bodies (1986)
- Hotel California (1986)
- Hyapatia Lee's Secret Dreams (1986)
- Lady By Night (1986)
- Little American Maid (1986)
- Lost Innocence (1986)
- Lover's Lane (1986)
- Lust At Sea (1986)
- Lust Detector (1986)
- Lust With The Stranger (1986)
- Material Girl (1986)
- Miami Spice 2 (1986)
- Mile High Girls (1986)
- Oddest Couple (1986)
- Only the Best 1 (1986)
- Passion Within (1986)
- Peeping Tom (1986)
- Perfect Partners (1986)
- Play Me Again Vanessa (1986)
- Please Don't Stop (1986)
- Pleasure Maze (1986)
- Pumping Flesh (1986)
- Rated Sex (1986)
- Rears (1986)
- Saturday Night Beaver (1986)
- Science Friction (1986)
- Sex Game (1986)
- Sex Line (1986)
- Showgirls (1986)
- Sin City (1986)
- Sinners 2 (1986)
- St X-where 1 (1986)
- Taboo 5 (1986)
- Talk Dirty to Me 4 (1986)
- Temptations of the Flesh (1986)
- Titty Committee (1986)
- Tongue Twister (1986)
- Triple Xposure (1986)
- Unnatural Phenomenon (1986)
- Unnatural Phenomenon 2 (1986)
- Wet Dreams 2001 (1986)
- What Are Friends For (1986)
- White Women (1986)
- Wild In The Sheets (1986)
- Wild Orgies (1986)
- Wild Things 2 (1986)
- Woman in the Window (1986)
- Adultery (1987)
- All For His Ladies (1987)
- Angel Gets Even (1987)
- Army Brat (1987)
- Babylon Pink 2 (1987)
- Babylon Pink 3 (1987)
- Backdoor Bonanza 4 (1987)
- Backside To The Future 2 (1987)
- Barbara Dare's Roman Holiday (1987)
- Best Little Whorehouse in Hong Kong (1987)
- Best of Danielle (1987)
- Born for Love 1 (1987)
- Born for Love 2 (1987)
- Born To Be Maid (1987)
- Brat on the Run (1987)
- Careena: Young and Restless (1987)
- Champagne Reunion (1987)
- Classic Swedish Erotica 29 (1987)
- Debbie Duz Dishes 3 (1987)
- Diamond Head (1987)
- Divine Decadence (1987)
- Dr. Juice's Lust Potion (1987)
- Endzone (1987)
- F-it (1987)
- Foxy Lady 8 (1987)
- Friday the 13th (1987)
- Gentlemen's Club (1987)
- Ginger Does Em All (1987)
- Ginger Snaps (1987)
- Girls of Paradise (new) (1987)
- Grafenberg Girls Go Fishing (1987)
- Grand PriXXX (1987)
- Guess Who Came at Dinner (1987)
- Hot Box Invasion (1987)
- Huntress (1987)
- Hyapatia Lee's Sexy (1987)
- Insatiable Hyapatia Lee (1987)
- Joanna's Dreams (1987)
- L.A. Raw (1987)
- Leather and Lace (1987)
- Legends of Porn 1 (1987)
- Let's Get It On (1987)
- Lifestyles of the Blonde and Dirty (1987)
- Living Doll (1987)
- Load Warrior 2 (1987)
- Lover for Susan (1987)
- Lovin' Spoonfuls 1 (1987)
- Lust Connection (1987)
- Lust Italian Style (1987)
- Lust Tango in Paris (1987)
- Mad About You (1987)
- Made in Germany (1987)
- Moonlusting (1987)
- Naked Stranger (1987)
- Nicki (1987)
- Night Before (1987)
- Nightshift Nurses 1 (1987)
- On the Wet Side (1987)
- Oral Majority 2 (1987)
- Oral Mania (1987)
- Passionate Heiress (1987)
- Play It Again Samantha (1987)
- Porsche (1987)
- Real Men Eat Keisha (1987)
- Rear Enders (1987)
- Rockin' Erotica (1987)
- Romeo and Juliet (1987)
- Seduction By Fire (1987)
- Snake Eyes 2 (1987)
- Spoiled (1987)
- Starship Intercourse (1987)
- Summer Lovers (1987)
- Superstars of Porno 2 (1987)
- Tales of the Uncensored (1987)
- Talk Dirty to Me 5 (1987)
- Taste of the Best 2 (1987)
- Toys 4 Us 1 (1987)
- Tracy Who (1987)
- Trampire (1987)
- Tuff Stuff (1987)
- Viper's Place (1987)
- Where There's Smoke There's Fire (1987)
- Who Came in the Back Door (1987)
- Yiddish Erotica 1 (1987)
- Addicted to Love (1988)
- Afro Erotica 23 (1988)
- Alice In Whiteland (1988)
- All the Best Barbara (1988)
- Angel Puss (1988)
- Angela Baron Behind the Scenes (1988)
- Art Of Passion (1988)
- Back to Rears (1988)
- Backdoor Summer 1 (1988)
- Ball Street (1988)
- Behind Blue Eyes 2 (1988)
- Biloxi Babes (1988)
- Bitches of Westwood (1988)
- Blue Vanities 42 (1988)
- Blue Vanities 64 (1988)
- Blue Vanities 67 (1988)
- Blue Vanities 69 (1988)
- Blue Vanities 72 (1988)
- Boom Boom Valdez (1988)
- Broadcast Nudes (1988)
- Built for Sex (1988)
- Careena 2: Star On The Rise (1988)
- Catwoman (1988)
- Caught in the Act (1988)
- Chicks In Black Leather (1988)
- Classic Pics (1988)
- Conflict (1988)
- Cumshot Revue 3 (1988)
- Debbie 4 Hire (1988)
- Debbie for President (1988)
- Decadence (1988)
- Deux Belles Garces (1988)
- Dirty Laundry (1988)
- Double Desires (1988)
- Double Penetration 3 (1988)
- Double Standards (1988)
- Edible Vegetables (1988)
- Exposure (1988)
- Flesh in Ecstasy 15: Bunnie Bleu (1988)
- For His Eyes Only (1988)
- Foxy Lady 11 (1988)
- Ghostess with the Mostess (1988)
- Going Down Slow (1988)
- Hottest Parties (1988)
- Hyapatia Lee's Arcade Series 1 (1988)
- I Love You Molly Flynn (1988)
- Lady in Black (1988)
- Last Condom (1988)
- Lay Down and Deliver (1988)
- Loose Ends 4 (1988)
- Making Ends Meet (1988)
- Master of Pleasure (1988)
- Max Bedroom (1988)
- Maxine (1988)
- Mr. Billion's Dollar Babies 1 (1988)
- Mr. Billion's Dollar Babies 2 (1988)
- Mrs. Robbins (1988)
- Natural Woman (1988)
- Nicole Stanton Story 1 (1988)
- Nicole Stanton Story 2 (1988)
- Nina Hartley Non-stop (1988)
- No Way In (1988)
- Once Upon a Temptress (1988)
- Only the Best of Men's and Women's Fantasies (1988)
- Only the Best of Oral (1988)
- Oral Majority 6 (1988)
- Outlaw Ladies 2 (1988)
- Outrageous Foreplay (1988)
- Perfect Stranger (1988)
- Phone-Mates (1988)
- Pillowman (1988)
- Porsche Lynn Every Man's Dream (1988)
- Prom Girls (1988)
- Pure Sex (1988)
- Rachel Ryan Exposed (1988)
- Rachel Ryan RR (1988)
- Raging Weekend (1988)
- Return of the A Team (1988)
- Rhine Waltz (1988)
- Samantha and the Deep Throat Girls (1988)
- Satisfaction Jackson (1988)
- Screwdriver Saloon (1988)
- Sex and the Secretary (1988)
- Sex Life of Mata Hari (1988)
- Sex Lives of the Rich And Famous 1 (1988)
- Sex Lives of the Rich And Famous 2 (1988)
- Sextrology (1988)
- She's So Fine 2 (1988)
- Sins of Angel Kelly (1988)
- Slut (1988)
- So Deep So Good (1988)
- Suzie Superstar: the Search Continues (1988)
- Taboo 6 (1988)
- Talk Dirty to Me 6 (1988)
- Taste of Alicia Monet (1988)
- Taste of Nikki Knights (1988)
- Taste of Porsche (1988)
- Wet Strokes (1988)
- Who Dun Who (1988)
- Wild Women 15: Gail Force (1988)
- 4F Dating Service (1989)
- Acts Of Love (1989)
- Anal Intruder 4 (1989)
- Angel's Back (1989)
- Aussie Vice (1989)
- Backdoor Bonanza 9 (1989)
- Beach Blanket Brat (1989)
- Behind You All The Way (1989)
- Best of Amber Lynn (1989)
- Best of Loose Ends (1989)
- Big Thrill (1989)
- Bodies in Heat 2 (1989)
- Brat Force (1989)
- Bring on the Virgins (1989)
- Bushwhackers (1989)
- Call Girls in Action (1989)
- Chameleon (1989)
- Charmed Again (1989)
- Coming of Age (1989)
- Debbie Class Of 89 (1989)
- Dick Tracer (1989)
- First Taboo (1989)
- Friday the 13th 2 (1989)
- Good Things Come In Small Packages (1989)
- Hot Scalding (1989)
- Immorals 1 (1989)
- Immorals 2 (1989)
- In the Flesh (1989)
- Kinky Business 2 (1989)
- Legends of Porn 2 (1989)
- Love From The Backside (1989)
- Love on the Run (1989)
- Making It In New York (1989)
- Mischief In The Mansion (1989)
- Nasty Nights (1989)
- Night of the Living Debbies (1989)
- No More Mr. Nice Guy (1989)
- Only the Best 2 (1989)
- Oriental Action 3 (1989)
- Outlaw (1989)
- Outrageous Orgies 5 (1989)
- Penthouse (1989)
- Phone Sex Girls Australia (1989)
- Power Blonde (1989)
- Queen of Hearts 1 (1989)
- Rain Woman (1989)
- Reel People 3 (1989)
- Saturday Night Special (1989)
- Second Skin (1989)
- Shame on Shanna (1989)
- Sharon Mitchell Non-stop (1989)
- She Wolves of the S.S. (1989)
- Sins (1989)
- Slick Honey (1989)
- Snap Shots (1989)
- Snatched (1989)
- Sorority Pink 1 (1989)
- Sorority Pink 2 (1989)
- Spoiled Rich (1989)
- Submissive Women (1989)
- Swedish Erotica Featurettes 2 (1989)
- Swedish Erotica Featurettes 3 (1989)
- Taste of Tori Welles (1989)
- Three for All (1989)
- To Snatch A Thief (1989)
- Torrid (1989)
- Torrid House (1989)
- Trouble (1989)
- True Blue (1989)
- Unchain My Heart (1989)
- When Love Came To Town (1989)
- Where the Boys Aren't 1 (1989)
- Who Shaved Lynn LeMay (1989)
- Le superscatenate (1989)
- Wicked Sensations 2 (1989)
- Wild Heart (1989)
- Wild Women 30: Christy Canyon (1989)
- Adventures of Billy Blues (1990)
- Another Secret (1990)
- Australian Connection (1990)
- Bad Girls 3 (1990)
- Bar Flies (1990)
- Behind You All The Way 2 (1990)
- Best of Kelly Blue (1990)
- Best of the Brat 1 (1990)
- Bi Cycling (1990)
- Black in the Saddle (1990)
- Black Stockings (1990)
- Body Heat (1990)
- Boobs Butts and Bloopers 1 (1990)
- Boobs Butts and Bloopers 2 (1990)
- Bush Pilots (1990)
- California Taboo (1990)
- Catalina Five-0: Sabotage (1990)
- Catalina Five-0: Treasure Island (1990)
- Catalina Five-0: White Coral Blue Death (1990)
- Celebrity Sluts (1990)
- Charlie's Girls 3 (1990)
- Clean and Dirty (1990)
- Confessions of Christy (1990)
- Corruption (1990)
- Crack Of Dawn (1990)
- DeRenzy Tapes (1990)
- Designer Genes (1990)
- Down 4 Bizness (1990)
- Dream Merchants (1990)
- Earthquake Girls (1990)
- Erotic Explosions 11 (1990)
- Everything Goes (1990)
- Eyewitness Nudes (1990)
- Family Affairs (1990)
- Fantasy Nights (1990)
- Forbidden Games (1990)
- Forever (1990)
- Heartthrob (1990)
- Heavenly Hyapatia (1990)
- Hot Diggity Dog (1990)
- Hot Diggity Dog (new) (1990)
- Hungry (1990)
- Images Of Desire (1990)
- Immorals 4 (1990)
- Jailhouse Blues (1990)
- Kiss My Grits (1990)
- Last Resort (1990)
- Last X-rated Movie 1 (1990)
- Laze (1990)
- Live Bait (1990)
- Love Shack (1990)
- Lust In The Woods (1990)
- Lusty Dusty (1990)
- Madame X (1990)
- Nasty Girls 3 (1990)
- Never Enough (1990)
- New Barbarians (1990)
- The New Barbarians 2 (1990)
- Next Door Neighbors 1 (1990)
- Night Dreams 2 (1990)
- Night Dreams 3 (1990)
- Nothing Serious (1990)
- Oh What A Night (1990)
- On the Wet Side (new) (1990)
- Only With Married Women (1990)
- Paler Shade Of Blue (1990)
- Paris by Night (1990)
- Party Doll (1990)
- Playin' Dirty (1990)
- Portrait of Christy (1990)
- Power (1990)
- Pyromaniac (1990)
- Rainwoman 2 (1990)
- Rainwoman 3 (1990)
- Raunch 1 (1990)
- Raunch 2 (1990)
- Renegade (1990)
- Revenge of the Smart Ass (1990)
- Sam's Fantasy (1990)
- Sea Of Love (1990)
- Secret (1990)
- Sex Trek 1 (1990)
- Sexual Intent (1990)
- Shadow Dancers 2 (1990)
- Shaving (1990)
- Sleepwalker (1990)
- Star 90 (1990)
- Steal Breeze (1990)
- Strange Behavior (1990)
- Strange Curves (1990)
- Supertung (1990)
- Swedish Erotica Featurettes 4 (1990)
- Taboo 8 (1990)
- Taste of Alexa Parks (1990)
- Taste of Barbii (1990)
- Taste of Cheri Taylor (1990)
- Taste of Sahara (1990)
- Taste of Sharon Mitchell (1990)
- Taste of Tami Monroe (1990)
- Three Men And A Geisha (1990)
- Top It Off (1990)
- Touched (1990)
- Trick Tracy 1 (1990)
- Twisted (1990)
- Vogue (1990)
- Warm to the Touch (1990)
- Wet Paint (1990)
- 2 of a Kind (1991)
- Acts Of Confession (1991)
- Adventures of Mikki Finn (1991)
- Americans Most Wanted (1991)
- Anal Addiction 3 (1991)
- Assault With A Friendly Weapon (1991)
- Bad (1991)
- Bad Attitude (1991)
- Bi-guy (1991)
- Blue Vanities 13 (1991)
- Body Heat (1991)
- Breast Things In Life Are Free (1991)
- Breast Wishes (1991)
- Bush Pilots (new) (1991)
- Casual Sex (1991)
- Catalina 69 (1991)
- Caught from Behind 14 (1991)
- Cheeks 4 (1991)
- City of Sin 1 (1991)
- Club Head 2 (1991)
- Cream Dream (1991)
- Cream Dreams (new) (1991)
- Crossing Over (1991)
- Crude (1991)
- Decadent (1991)
- Deep Inside Samantha Strong (1991)
- Even More Dangerous (1991)
- Every Woman Has A Secret (1991)
- Hate To See You Go (1991)
- Heat Seekers (1991)
- Hot Licks (1991)
- Hot Spot (1991)
- Housewife In Heat (1991)
- I'm No Dummy (1991)
- Immorals 3 (1991)
- Indiscretions (1991)
- Inferno (1991)
- Innocent Woman (1991)
- Jamie Loves Jeff 2 (1991)
- Junkyard Dogs (1991)
- King Tung Egyptian Lover (1991)
- Lascivious Ladies of Dr. Lipo (1991)
- Last Tango in Rio (1991)
- Laying The Ghost (1991)
- Lethal Passion (1991)
- Life of the Party (1991)
- Little Miss Curious (1991)
- Loose Lips (1991)
- Lust For Love (1991)
- Made in Heaven (1991)
- Malibu Spice (1991)
- Moist To The Touch (1991)
- Mortal Passions (1991)
- New Kid on the Block (1991)
- New Wave Hookers 2 (1991)
- No Tell Motel (1991)
- Nothing But Trouble (1991)
- Nothing Personal (1991)
- Only Game In Town? (1991)
- Perfect Stranger (1991)
- Precious Peaks (1991)
- Pro Ball (1991)
- Putting Her Ass On The Line (1991)
- Putting It All Behind (1991)
- Queen Of Hearts 2 (1991)
- Raunch 3 (1991)
- Rear Admiral (1991)
- Rebel (1991)
- Safecracker (1991)
- Sex Pistol (1991)
- Sex Trek 2 (1991)
- Sexliners (1991)
- Sins of Tami Monroe (1991)
- Sittin' Pretty (1991)
- Sizzle 1 (1991)
- Skin Deep (1991)
- Soft Tail (1991)
- Sophisticated Lady (1991)
- Spread Sheets 1 (1991)
- Stairway to Paradise (1991)
- Stake Out (1991)
- Starlet (1991)
- Steamy Windows (1991)
- Sweet Poison (1991)
- Tailgate Party (1991)
- Tailspin 2 (1991)
- Tit Tales 3 (1991)
- Transformed (1991)
- Twin Cheeks 1 (1991)
- Twin Cheeks 2 (1991)
- Two Girls for Every Guy 1 (1991)
- Unbelievable Orgies 2 (1991)
- Used Cars (1991)
- Venus : Wings Of Seduction (1991)
- Virgin Spring (1991)
- We're No Angels (1991)
- Wet and Wild Tami Monroe (1991)
- Wet Kink (1991)
- Wild At Heart (1991)
- Wild Goose Chase (1991)
- Wire Desire (1991)
- Adult Video News Awards 1992 (1992)
- Amiche del Cazzo (1992)
- Anal Adventures 1 (1992)
- Anal Adventures 3 (1992)
- Anal Analysis (1992)
- Anal Analysis (II) (1992)
- Anal Delights 2 (1992)
- Anal International (1992)
- Anal Kitten (1992)
- Anal Orgasm (1992)
- Anal Savage (1992)
- Anal Thrills (1992)
- Angels (1992)
- Back in the Pen (1992)
- Bad Girls 2 (1992)
- Bedtime Stories (1992)
- Best of Raunch (1992)
- Book of Love (1992)
- Bubbles (1992)
- Buffy the Vamp (1992)
- Bunz Eye (1992)
- Busted (1992)
- Buttman's Butt Freak 1 (1992)
- Buttman's Face Dance 1 (1992)
- Buttman's Face Dance 2 (1992)
- Cat Fight (1992)
- Caught from Behind 16 (1992)
- D-Cup Dating Service (1992)
- Dear Bridgette (1992)
- Deep Inside Shanna McCullough (1992)
- Defenseless (1992)
- Desiderando Moana (1992)
- Diamond Collection Double X 68 (1992)
- Dirty Business (1992)
- Dirty Woman 3 (1992)
- Dirty Woman 4 (1992)
- Dream Machine (1992)
- Elixir (1992)
- Eternal Idol (1992)
- Euro Flesh 6: Milly the Whore (1992)
- Eve Of Seduction (1992)
- Fever (1992)
- Final Secret (1992)
- Fire Down Below (1992)
- Fisherman's Wife (1992)
- Folle Desiderio Anale (1992)
- Forever Yours (1992)
- Gang Bang Fury 1 (1992)
- Gang Bang Pussycat (1992)
- Gang Bang Thrills (1992)
- Girls Of Summer (1992)
- Goddaughter 1 (1992)
- Goddaughter 2 (1992)
- Grand Prix Fever (1992)
- Hidden Desires (1992)
- Hot Sweet And Sticky (1992)
- In Excess (1992)
- Ladder To Heaven (1992)
- Last Temptation (1992)
- Lingerie Busters (1992)
- Long Hot Summer (1992)
- Mad Maxine (1992)
- Mind Games (1992)
- Night Fire (1992)
- Only the Best of Anal (1992)
- Only the Best of the 80's (1992)
- Only the Very Best on Video (1992)
- Party (1992)
- Perks (1992)
- Princess Orgasma And The Magic Bed (1992)
- Private Moments 2: The Story Continues (1992)
- Private Moments 3 (1992)
- Pussy Trainer (1992)
- Queen Of Hearts 3 (1992)
- Radio Active (1992)
- Rocco's Euroflesh 10 - Rome After Dark (1992)
- Secret Fantasies 1 (1992)
- Seducers (1992)
- Sex Trek 3 (1992)
- Sfondata e Bagnata (1992)
- She Likes to Watch (1992)
- Sinderella 1 (1992)
- Sinderella 2 (1992)
- Street Angels (1992)
- Street Heat (1992)
- Student Nurses (1992)
- Taste of Madison (1992)
- Teeny Exzesse 21: Gluhende Kitzler (1992)
- Teri and Rocco's Mysterie (1992)
- Tiffany Mynx Affair (1992)
- Titty Titty Bang Bang (1992)
- True Legends of Adult Cinema: The Erotic 80's (1992)
- True Legends of Adult Cinema: The Golden Age (1992)
- Tush (1992)
- Twin Cheeks 4 (1992)
- Two Women (1992)
- Visioni Orgasmiche (1992)
- WACS (1992)
- White Chicks Can't Hump (1992)
- Witching Hour (1992)
- Wrapped Up (1992)
- Adult Video News Awards 1993 (1993)
- Always (1993)
- American Garter (1993)
- Anal Delights 3 (1993)
- Anal Delinquent 1 (1993)
- Anal Innocence 2 (1993)
- Anal Rampage 2 (1993)
- Anal Siege (1993)
- Anal Thunder 1 (1993)
- Anal Urge (1993)
- Anal Virgin (1993)
- Assent Of A Woman (1993)
- Babe Watch 1 (1993)
- Backdoor Brides 4 (1993)
- Bad Side of Town (1993)
- Best of Talk Dirty 2 (1993)
- Black is Back (1993)
- Booty Ho (1993)
- Booty Sister (1993)
- Brain Surgeon (1993)
- Breastman Does The Twin Towers (1993)
- Breastman's Ultimate Orgy (1993)
- Bust Line (1993)
- Buttman Goes to Rio 4 (1993)
- Buttman's Bend Over Brazilian Babes 2 (1993)
- Buttman's Double Adventure: Buttman Goes Hawaiian and Rio Orgies (1993)
- Charm School (1993)
- Cheerleader Nurses (1993)
- Club DV8 1 (1993)
- Constant Craving (1993)
- Corruption Of Christina (1993)
- County Line (1993)
- Damp Spot (1993)
- Deep Cheeks 4 (1993)
- Deep Inside Deidre Holland (1993)
- Deep Inside Selena Steele (1993)
- Diamond Collection Double X 80 (1993)
- Diva (1993)
- Eclipse (1993)
- Ejacula 1 (1993)
- Essence Of A Woman (1993)
- Fetish Fever (1993)
- Fingers (1993)
- Frat Girls Of Double Double D (1993)
- Gang Bang Cummers (1993)
- Gimme an X (1993)
- Girls Girls Girls (1993)
- Hollywood Temps (1993)
- Hollywood X-posed 2 (1993)
- Hot for Teacher (1993)
- La Princesa Anal (1993)
- Ladykiller (1993)
- Living End (1993)
- Loopholes (1993)
- Love in the Great Outdoors: Hyapatia Lee (1993)
- Make My Wife, Please (1993)
- Making of Metamorphose (1993)
- Man Who Loved Women (1993)
- Maximum Perversum 34: Lusternes Leder (1993)
- Nasty Girls 2 (1993)
- Night Train (1993)
- Nikki's Bon Voyage (1993)
- Nikki's Last Stand (1993)
- One In A Million (1993)
- Only the Very Best on Film (1993)
- Other Side of Chelsea (1993)
- Park Ranger (1993)
- Play It Again Samantha (new) (1993)
- Pussyman 1 (1993)
- Pussyman 2 (1993)
- Pussyman 4 (1993)
- Raunch 7 (1993)
- Real TIckeTS 1 (1993)
- Reason To Die (1993)
- Rehearsal (1993)
- Riot Grrrls (1993)
- Sarah Young's Private Fantasies 25 (1993)
- Sarah Young's Private Fantasies 30 (1993)
- Saturday Night Beaver (new) (1993)
- Schnuffler 2: Das Hochzeitsgeschenk (1993)
- Sexophrenia (1993)
- Sharon Starlet (1993)
- Sindy Does Anal (1993)
- Skin 7: Seventh Heaven (1993)
- Sorority Sex Kittens 1 (1993)
- Splendor In The Ass 2 (1993)
- Squirt 2 - Second Cumming Of Sarah Jane (1993)
- Star Struck (1993)
- Starbangers 1 (1993)
- Starbangers 3 (1993)
- Suburban Swingers 1 (1993)
- Swedish Erotica Hard 15 (1993)
- Swedish Erotica Hard 36 (1993)
- Teeny Exzesse 25: Zarte Pussy's sanft entjungfert (1993)
- Thighs And Dolls (1993)
- Titty Bar (1993)
- Top Model (1993)
- True Legends of Adult Cinema: The Cult Superstars (1993)
- True Legends of Adult Cinema: The Modern Video Era (1993)
- True Legends of Adult Cinema: The Unsung Superstars (1993)
- Two for One 2 (1993)
- Unrefined (1993)
- Willing Women (1993)
- Working Stiffs (1993)
- Adventures of Major Morehead (1994)
- All I Want For Christmas is a Gang Bang (1994)
- All That Jizm (1994)
- Anal All-Stars (1994)
- Anal Breakdown (1994)
- Anal Candy Ass (1994)
- Anal Delinquent 2 (1994)
- Anal Hounds and Bitches (1994)
- Anal Hunger (1994)
- Anal Idol (1994)
- Anal Justice (1994)
- Anal Plaything 1 (1994)
- Anal Savage 2 (1994)
- Anal Thunder 2 (1994)
- Backdoor to Taiwan (1994)
- Bad Habits (1994)
- Beauties in Paradise (1994)
- Best of Oriental Anal 1 (1994)
- Black Bottom Girlz (1994)
- Black Satin (1994)
- Blue Vanities 105 (1994)
- Blue Vanities 209 (1994)
- Bodyguard (1994)
- Breastman's Wet T-shirt Contest (1994)
- Butt Bangers Ball (1994)
- Butt Sisters Do Las Vegas (1994)
- Buttman's British Moderately Big Tit Adventure (1994)
- Buttman's Wet Dream (1994)
- Butts Up (1994)
- Carlita's Back Way (1994)
- Carol on Tour 2 (1994)
- Cat Walk (1994)
- Certifiably Anal (1994)
- Club Private In Seychelles (1994)
- Deep Inside Deidre Holland (1994)
- Do You Wanna Be Loved (new) (1994)
- Dog Walker (1994)
- Erotic Rondo (1994)
- Everything is Not Relative (1994)
- Film Buff (1994)
- Fun And Games (1994)
- Gang Bang Face Bath 2 (1994)
- Gang Bang Face Bath 3 (1994)
- Gang Bang Jizz Jammers (1994)
- Gang Bang Nymphette (1994)
- Gang Bang Wild Style 2 (1994)
- Girls Off Duty (1994)
- Greek Week (1994)
- In Search Of Blonde Butt Babes (1994)
- La Clinica delle Ispezioni Anali (1994)
- Let's Dream On (1994)
- Let's Play Doctor (1994)
- Little Miss Anal (1994)
- Malcolm Meadows, P.I. (1994)
- Miss Nude International (1994)
- More Than A Handful 4 (1994)
- My Boyfriend's Black (1994)
- Naughty by Night (1994)
- Nurse Tails (1994)
- Picture Perfect (1994)
- Prison Love Doll (1994)
- Private Performance (1994)
- Public Places 1 (1994)
- Pussyman 5 (1994)
- Return of the Cheerleader Nurses (1994)
- Return of the Cheerleader Nurses (new) (1994)
- Return of the Dickheads (1994)
- Sex Detective (1994)
- Sex-a-fari (1994)
- Sexual Misconduct (1994)
- Shaved Sinners 4 (1994)
- Shayla's Gang (1994)
- Sodomania 7 (1994)
- Sodomania 8 (1994)
- Sodomania 9 (1994)
- Sordid Stories 1 (1994)
- Superboobs (1994)
- Swedish Erotica 74 (1994)
- Swedish Erotica 75 (1994)
- Swedish Erotica 76 (1994)
- Taboo 12 (1994)
- Theory of Relativity (1994)
- Three Muskatits (1994)
- Titty Bar 2 (1994)
- Totally Naked (1994)
- Treasure Chest (1994)
- Truck Stop Angel (1994)
- Voyeur 2 (1994)
- Wall Street Shuffle (1994)
- Wild Things 4 (1994)
- Willie Wankers And The Fun Factory (1994)
- Winter Heat (1994)
- Witness for the Penetration (1994)
- Younger Women Older Men 2 (1994)
- Anal Addicts (1995)
- Anal Adventures of Suzy Superslut 1 (1995)
- Anal Deep Rider (1995)
- Anal Innocence 3 (1995)
- Anal Intruder 10 (1995)
- Anal Lover 3 (1995)
- Anal Misconduct (1995)
- Attitude (1995)
- Babe Watch 2 (1995)
- Blue Vanities 220 (1995)
- Blue Vanities 248 (1995)
- Bottom Dweller 33 1/3 (1995)
- Buttman's Big Butt Backdoor Babes 1 (1995)
- Buttman's Big Tit Adventure 3 (1995)
- Buttman's Bouncin' British Babes (1995)
- Carnival (1995)
- Caught in the Act (III) (1995)
- Chained (1995)
- Cheeks 8 (1995)
- Circus Sluts (1995)
- Crazy Love (1995)
- Dance Naked (1995)
- Dare Me (1995)
- Deep Inside Nicole London (1995)
- Defending Your Soul (1995)
- Della borsa (1995)
- Devil in Miss Jones 5 (1995)
- Double Crossed (1995)
- Dream Lover (1995)
- Dream Lust (1995)
- Dreams (1995)
- Ejacula 2 (1995)
- Evil Temptations 1 (1995)
- Evil Temptations 2 (1995)
- Fire And Ice (1995)
- First Time Ever 1 (1995)
- Fresh Meat 1 (1995)
- Full Service Fuck Whores (1995)
- Ghosts (1995)
- Girls Of Bel-Air (1995)
- Gorgeous (1995)
- Heartbeat (1995)
- Hotel Sodom 7 (1995)
- Infamous Crimes Against Nature (1995)
- Joey Silvera's Fashion Sluts 1 (1995)
- Joey Silvera's Fashion Sluts 2 (1995)
- Joey Silvera's Fashion Sluts 3 (1995)
- Joey Silvera's Fashion Sluts 4 (1995)
- Joey Silvera's Fashion Sluts 5 (1995)
- Joey Silvera's Fashion Sluts 6 (1995)
- Joey Silvera's Fashion Sluts 7 (1995)
- Kink 1 (1995)
- Kink 2 (1995)
- Lessons in Love (1995)
- Lolita (1995)
- Lusty Lawyers (1995)
- Luv Bang (1995)
- Malibu Heat (1995)
- Mile High Club (1995)
- Money Money Money (1995)
- Nasty Dreams (1995)
- No Tell Motel (1995)
- Nympho Files (1995)
- On Her Back (1995)
- Out Of Love (1995)
- Outcall Outlaw (1995)
- Philmore Butts Hawaiian Anal Adventure (1995)
- Play Thing 1 (1995)
- Promises And Lies (1995)
- Public Places 2 (1995)
- Raw Sex 1 (1995)
- Real TIckeTS 2 (1995)
- Rock Groupies In Heat (1995)
- Scandal (1995)
- Scrue (1995)
- Sex on the Beach Hawaiian Style 1 (1995)
- Sex on the Beach Hawaiian Style 2 (1995)
- Ski Sluts (1995)
- Sodomania 12 (1995)
- Sodomania and Then Some: A Compendium (1995)
- Sorority Stewardesses (1995)
- Street Legal (1995)
- Superstars of Porn 3: Britt Morgan Takes It on the Chin (1995)
- Sweat 'n Bullets (1995)
- Swedish Erotica 79 (1995)
- Swedish Erotica 82 (1995)
- Sweet Dirty Business (1995)
- Swing Into Spring (1995)
- Taboo 15 (1995)
- Tactical Sex Force (1995)
- Topless Stewardesses (1995)
- Trick Shots (1995)
- Voyeur 3 (1995)
- White Boys and Black Bitches (1995)
- Whore House (1995)
- All The Way In (1996)
- Ass Masters 7 (1996)
- Barby's on Butt Row (1996)
- Best Gang Bangs (1996)
- Blue Vanities 275 (1996)
- Butt Row Unplugged (1996)
- Buttman in the Crack (1996)
- Buttman's Bend Over Babes 4 (1996)
- Buttman's Butt Freak 2 (1996)
- Buttman's Orgies (1996)
- Car Wash Angels 1 (1996)
- Cheerleader Strippers (1996)
- Clock Strikes Bizarre on Butt Row (1996)
- Coming of Age (1996)
- Cumback Pussy 3 (1996)
- Cybersex (1996)
- Deep Inside Brittany O'Connell (1996)
- Deep Inside Juli Ashton (1996)
- Deep Inside Kaithlyn Ashley (II) (1996)
- Delinquents on Butt Row (1996)
- Dirty Darlings 2 (1996)
- Fame is a Whore on Butt Row (1996)
- Getting Personal (1996)
- Goldenrod (1996)
- Miss Liberty (1996)
- More Sorority Stewardesses (1996)
- Nightshift Nurses 2 (1996)
- Once In A Lifetime (1996)
- Politix (1996)
- Pussyman's House Party 1 (1996)
- Pussyman's House Party 2 (1996)
- Red Hot Lover (1996)
- Rock 'n Roll Rocco 1 (1996)
- Snatch Masters 21 (1996)
- Sodomania Smokin' Sextions 1 (1996)
- Something Blue (1996)
- Sorority Sex Kittens 3 (1996)
- Temple Of Poon (1996)
- This Year's Model (1996)
- Two's Company Three's An Orgy (1996)
- Ultima Vamp (1996)
- Wild Wild Chest 2 (1996)
- Adult Video News Awards 1997 (1997)
- Anal Assassins (1997)
- Asses Galore 8 (1997)
- Backing In 8 (1997)
- Blue Vanities 273 (1997)
- Blue Vanities 281 (1997)
- Brazil on Butt Row (1997)
- Butt Row Swallowed (1997)
- Butt Row: Eurostyle 1 (1997)
- Buttman in Budapest (1997)
- Buttman's Favorite Big Butt Babes 1 (1997)
- Drop Sex 1 (1997)
- Heat (1997)
- In the Hole (1997)
- Las Vegas Big Boob Hospitality Sweet (1997)
- Nice The Naughty And The Bad (1997)
- Private Castings X 4 (1997)
- Private Strippers (1997)
- Pussyman's Escape From L.A. (1997)
- Sex with Older Women (1997)
- Slut Search 1 (1997)
- Sodomania: Slop Shots 1 (1997)
- Stripper's Serenade (1997)
- Sweet Innocence (1997)
- Totally Tianna (1997)
- Twice in a Lifetime (1997)
- Voyeur's Favorite Blowjobs And Anals 1 (1997)
- White Men Can't Iron on Butt Row (1997)
- Wild Bananas on Butt Row (1997)
- Butt Row Big Ass Greek Machine (1998)
- Butt Row Outcasts (1998)
- Butt Row: Eurostyle 2 (1998)
- Buttman's Big Butt Euro Babes (1998)
- Ethnic Cheerleader Search 2 (1998)
- Joey Silvera's Fashion Sluts 9 (1998)
- Joey Silvera's Favorite Big Ass Asian All-stars (1998)
- Pink Hotel on Butt Row 1 (1998)
- Please 1: Let's Get Fucked (1998)
- Private Castings X 6 (1998)
- Private Castings X 7 (1998)
- Private Castings X 8 (1998)
- Adult Video News Awards 1999 (1999)
- Bucky Beaver's Triple XXX Rated Stags, Loops and Peeps 193 (1999)
- Buttman and Rocco's Brazilian Butt Fest (1999)
- Buttman Confidential 2 (1999)
- Hot Shots of Angelica Bella (1999)
- Joey Silvera's Fashion Sluts 10 (1999)
- Joey Silvera's Fashion Sluts 11 (1999)
- Joey Silvera's Fashion Sluts 12 (1999)
- Please 2: Let's Get Fucked In Brazil (1999)
- Please 4: It's A Dog's Life (1999)
- Please 5: Fireworks! (1999)
- Sodomania: Director's Cut Classics 1 (1999)
- www.roccofunclub.com (1999)
- Aurora's Last Sin (2000)
- Buttman's Anal Divas 1 (2000)
- Joey Silvera's All-Star Blondes 1 (2000)
- Joey Silvera's Fashion Sluts 13 (2000)
- Joey Silvera's Fashion Sluts 14: Lost Whores (2000)
- Please 10: Angels and Whores (2000)
- Please 11: Sexual Superstars (2000)
- Please 12: More Sexual Superstars (2000)
- Please 13: Good Luck (2000)
- Please 8: Pipe Cleaning Service (2000)
- Please 9: Sex Warz (2000)
- Pussyman's Sexiest Ladies Of Porn 1 (2000)
- Roommates (2000)
- Beach Bitches (2001)
- Big Ass She-Male Road Trip 1 (2001)
- Buttman Before They Were Stars (2001)
- Buttman's Bend Over Brazilian Babes 3 (2001)
- Buttman's Popo Zuda Party (2001)
- Buttman's Rio Carnival Hardcore (2001)
- Ethnic Cheerleader Search 8 (2001)
- Runaway Butts 1 (2001)
- Runaway Butts 3 (2001)
- Service Animals 2 (2001)
- Service Animals 3 (2001)
- Service Animals 4 (2001)
- Service Animals 5 (2001)
- Best of Alicia Monet (2002)
- Deep Inside Ashlyn Gere (2002)
- Deep Inside Christy Canyon (2002)
- Fur Burgers (2002)
- Joey Silvera's New Girls 1 (2002)
- Return of the Cheerleader Nurses (new) (2002)
- Rogue Adventures 16 (2002)
- Runaway Butts 4 (2002)
- Runaway Butts 5 (2002)
- Service Animals 10 (2002)
- Service Animals 11 (2002)
- Service Animals 12 (2002)
- Service Animals 6 (2002)
- Service Animals 7 (2002)
- Service Animals 8 (2002)
- Service Animals 9 (2002)
- Sodomania: Slop Shots 11 (2002)
- Splatterhouse 11 (2002)
- Splatterhouse 12 (2002)
- Splatterhouse 13 (2002)
- Splatterhouse 16 (2002)
- Splatterhouse 17 (2002)
- Splatterhouse 23 (2002)
- Splatterhouse 3 (2002)
- Splatterhouse 4 (2002)
- Splatterhouse 6 (2002)
- Splatterhouse 7 (2002)
- Teen Tryouts Audition 20 (2002)
- Teenage Sinners (2002)
- Blue Vanities 375 (2003)
- Deep Inside Ginger Lynn (2003)
- Joey Silvera's New Girls 3 (2003)
- Joey Silvera's New Girls 6 (2003)
- Runaway Butts 6 (2003)
- Runaway Butts 7 (2003)
- Service Animals 14 (2003)
- Swedish Erotica 4Hr 14 (2003)
- Swedish Erotica 4Hr 16 (2003)
- Swedish Erotica 4Hr 17 (2003)
- Swedish Erotica 4Hr 22 (2003)
- Swedish Erotica 4Hr 23 (2003)
- Swedish Erotica 4Hr 24 (2003)
- Swedish Erotica 4Hr 25 (2003)
- Swedish Erotica 4Hr 4 (2003)
- Swedish Erotica 4Hr 8 (2003)
- Swedish Erotica 4Hr 9 (2003)
- An Evening Of Celebration With Taija Rae And Friends (2004)
- Asian Sluts (2004)
- Barbara Dare: Dirtiest Of Dare (2004)
- Diamond Collection (2004)
- Evil Vault 1 (2004)
- Golden Age of Porn: Hyapatia Lee (2004)
- Hellcats 4 (2004)
- Service Animals 17 (2004)
- Bridgette Monet Collection (2005)
- Evil Vault 2 (2005)
- Forever Chasey (2005)
- Golden Age of Porn: Kristara Barrington (2005)
- Great White North 1 (2005)
- Hellcats 7 (2005)
- Hellcats 9 (2005)
- Jenna's Tough Love (2005)
- Kandi Barbour Collection (2005)
- Kay Parker Collection 2 (2005)
- Service Animals 19 (2005)
- Service Animals 20 (2005)
- Service Animals 21 (2005)
- Amber Lynn Collection (2006)
- Deep Inside Joanna Storm (2006)
- Deep Inside Rachel Ashley (2006)
- Hellcats 11 (2006)
- International Battle of the Superstars (2006)
- Lisa Melendez Collection (2006)
- Service Animals 22 (2006)
- Service Animals 23 (2006)
- Service Animals 24 (2006)
- XXX Bra Busters in the 1980's 2 (2006)
- Annie Sprinkle's Private Moments 2 (2007)
- Colleen Brennan: Porns 1st Grandma (2007)
- Dorothy Lemay Taboo Teaser (2007)
- Evil Vault 3 (2007)
- Face Fucking Inc. 2 (2007)
- Face Fucking Inc. 3 (2007)
- Hellcats 12 (2007)
- Hellcats 13 (2007)
- Samantha Strong Collection (2007)
- Shauna Grant: The Teenage Years (2007)
- Swedish Erotica 101 (2007)
- Swedish Erotica 106 (2007)
- Swedish Erotica 107 (2007)
- Swedish Erotica 108 (2007)
- Swedish Erotica 113 (2007)
- Swedish Erotica 117 (2007)
- Swedish Erotica 119 (2007)
- Swedish Erotica 120 (2007)
- Swedish Erotica 122 (2007)
- Swedish Erotica 126 (2007)
- Swedish Erotica 129 (2007)
- Swedish Erotica 132 (2007)
- Swedish Erotica 75 (new) (2007)
- Swedish Erotica 76 (new) (2007)
- Swedish Erotica 77 (new) (2007)
- Swedish Erotica 79 (new) (2007)
- Swedish Erotica 80 (new) (2007)
- Swedish Erotica 83 (new) (2007)
- Swedish Erotica 91 (2007)
- Swedish Erotica 92 (2007)
- Swedish Erotica 97 (2007)
- Swedish Erotica 99 (2007)
- Tasha Gets Fucked (2007)
- Asian Oral (2008)
- Hellcats 14 (2008)
- Linda Wong Collection (2008)
- Nina Hartley Screws the Stars (2008)
- Christy Canyon the Lost Footage (2009)
- Evil Vault 4 (2009)
- Face Fucking Inc. 6 (2009)
- Face Fucking Inc. 7 (2009)
- Fuck Cuts - The 90's (2009)
- Hellcats 15 (2009)
- Peter North: The Lost Footage (2009)
- Big Ass She-Male Road Trip 15 (2010)
- Face Fucking Inc. 10 (2010)
- Face Fucking Inc. 8 (2010)
- Face Fucking Inc. 9 (2010)
- Rocco's American Adventures (2010)
- Christy Canyon's Porn Players (2011)
- Face Fucking Inc. 11 (2011)
- Nina Hartley's Porn Players (2011)
- Rogue Adventures 37 (2011)
- Teacher's Pet 1 (2011)
- Teacher's Pet 2 (2011)
- Nina Loves Ron (2012)
- Old Skool Bush Bonanza (2012)
- Sexual Messiah 1 (2012)
- Strap Attack 16 (2012)
- Teacher's Pet 4 (2012)
- True History of Fashion Sluts (2012)
- Ass Party 3 (2013)
- Ass Party 5 (2013)
- Ass Party 6 (2013)
- Babysit My Ass 2 (2013)
- Babysit My Ass 3 (2013)
- Evil BBW Gold 3 (2013)
- Next She-Male Idol 7 (2013)
- Rocco's Coming in America (2013)
- Alien Ass Party (2014)
- Babysit My Ass 4 (2014)
- Burnin' Redheads (2014)
- Hilarious Scenes Of Classic Porn (2014)
- Porn Royalty: Nina Hartley (2014)
- Studio A 2 (2014)
- TEEN-Aholics (2014)

### Regista
- Young and Abused (1975)
- Easy Alice (1976)
- Road Trippin' New York City 1 (1994)
- Joey Silvera's Fashion Sluts 1 (1995)
- Joey Silvera's Fashion Sluts 2 (1995)
- Joey Silvera's Fashion Sluts 3 (1995)
- Joey Silvera's Fashion Sluts 4 (1995)
- Joey Silvera's Fashion Sluts 5 (1995)
- Joey Silvera's Fashion Sluts 6 (1995)
- Joey Silvera's Fashion Sluts 7 (1995)
- Kink 1 (1995)
- Kink 2 (1995)
- Barby's on Butt Row (1996)
- Butt Row Unplugged (1996)
- Clock Strikes Bizarre on Butt Row (1996)
- Delinquents on Butt Row (1996)
- Executions on Butt Row (1996)
- Fame is a Whore on Butt Row (1996)
- Joey Silvera's Fashion Sluts 8 (1996)
- Kink 3 (1996)
- Brazil on Butt Row (1997)
- Butt Row Swallowed (1997)
- Butt Row: Eurostyle 1 (1997)
- White Men Can't Iron on Butt Row (1997)
- Wild Bananas on Butt Row (1997)
- Butt Row Big Ass Greek Machine (1998)
- Butt Row Outcasts (1998)
- Butt Row: Eurostyle 2 (1998)
- Joey Silvera's Fashion Sluts 9 (1998)
- Joey Silvera's Favorite Big Ass Asian All-stars (1998)
- Pink Hotel on Butt Row 1 (1998)
- Pink Hotel on Butt Row 2 (1998)
- Please 1: Let's Get Fucked (1998)
- Rogue Adventures 1 (1998)
- Rogue Adventures 2 (1998)
- Joey Silvera's Fashion Sluts 10 (1999)
- Joey Silvera's Fashion Sluts 11 (1999)
- Joey Silvera's Fashion Sluts 12 (1999)
- Please 2: Let's Get Fucked In Brazil (1999)
- Please 3: The Asian Manifest (1999)
- Please 4: It's A Dog's Life (1999)
- Please 5: Fireworks! (1999)
- Please 6: Quick Service Girls (1999)
- Rogue Adventures 3 (1999)
- Rogue Adventures 4 (1999)
- Rogue Adventures 5 (1999)
- Joey Silvera's All-Star Blondes 1 (2000)
- Joey Silvera's Fashion Sluts 13 (2000)
- Joey Silvera's Fashion Sluts 14: Lost Whores (2000)
- Please 10: Angels and Whores (2000)
- Please 11: Sexual Superstars (2000)
- Please 12: More Sexual Superstars (2000)
- Please 13: Good Luck (2000)
- Please 7: Start Fucking! (2000)
- Please 8: Pipe Cleaning Service (2000)
- Please 9: Sex Warz (2000)
- Rogue Adventures 6 (2000)
- Rogue Adventures 7 (2000)
- Rogue Adventures 8 (2000)
- Rogue Adventures 9 (2000)
- Service Animals 1 (2000)
- Big Ass She-Male Road Trip 1 (2001)
- Joey Silvera's All-Star Blondes 2 (2001)
- Joey Silvera's She-Male Circus (2001)
- Rogue Adventures 10 (2001)
- Rogue Adventures 11 (2001)
- Rogue Adventures 12 (2001)
- Rogue Adventures 13 (2001)
- Rogue Adventures 14 (2001)
- Rogue Adventures 15 (2001)
- Runaway Butts 1 (2001)
- Runaway Butts 2 (2001)
- Runaway Butts 3 (2001)
- Service Animals 2 (2001)
- Service Animals 3 (2001)
- Service Animals 4 (2001)
- Service Animals 5 (2001)
- Big Ass She-Male Road Trip 2 (2002)
- Big Ass She-Male Road Trip 3 (2002)
- Big Ass She-Male Road Trip 4 (2002)
- Joey Silvera's New Girls 1 (2002)
- Joey Silvera's New Girls 2 (2002)
- Rogue Adventures 16 (2002)
- Rogue Adventures 17 (2002)
- Rogue Adventures 18 (2002)
- Runaway Butts 4 (2002)
- Runaway Butts 5 (2002)
- Service Animals 10 (2002)
- Service Animals 11 (2002)
- Service Animals 12 (2002)
- Service Animals 6 (2002)
- Service Animals 7 (2002)
- Service Animals 8 (2002)
- Service Animals 9 (2002)
- All-Star Best of Please (2003)
- Best of Please (2003)
- Big Ass She Male All Stars 1 (2003)
- Big Ass She-Male Road Trip 5 (2003)
- Big Ass She-Male Road Trip 6 (2003)
- Hellcats 1 (2003)
- Hellcats 2 (2003)
- Joey Silvera's New Girls 3 (2003)
- Joey Silvera's New Girls 4 (2003)
- Joey Silvera's New Girls 5 (2003)
- Joey Silvera's New Girls 6 (2003)
- Joey Silvera's New Girls 7 (2003)
- Rogue Adventures 19 (2003)
- Rogue Adventures 20 (2003)
- Rogue Adventures 21 (2003)
- Rogue Adventures 22 (2003)
- Rogue Adventures 23 (2003)
- Runaway Butts 6 (2003)
- Runaway Butts 7 (2003)
- Service Animals 13 (2003)
- Service Animals 14 (2003)
- Service Animals 15 (2003)
- Big Ass She-Male Circus 2 (2004)
- Big Ass She-Male Road Trip 7 (2004)
- Big Ass She-Male Road Trip 8 (2004)
- Big Ass She-Male Road Trip 9 (2004)
- Evil Vault 1 (2004)
- Hellcats 3 (2004)
- Hellcats 4 (2004)
- Hellcats 5 (2004)
- Hellcats 6 (2004)
- Rogue Adventures 24 (2004)
- Service Animals 16 (2004)
- Service Animals 17 (2004)
- Service Animals 18 (2004)
- Strap Attack 1 (2004)
- Big Ass She-Male Road Trip 10 (2005)
- Big Ass She-Male Road Trip 11 (2005)
- Evil Vault 2 (2005)
- Hellcats 7 (2005)
- Hellcats 8 (2005)
- Hellcats 9 (2005)
- Rogue Adventures 25 (2005)
- Rogue Adventures 26 (2005)
- Rogue Adventures 27 (2005)
- Service Animals 19 (2005)
- Service Animals 20 (2005)
- Service Animals 21 (2005)
- Strap Attack 2 (2005)
- Strap Attack 3 (2005)
- Vanity Superstar (2005)
- Big Ass She Male All Stars 3 (2006)
- Big Ass She-Male Road Trip 12 (2006)
- Black Cock Addiction 1 (2006)
- Black Cock Addiction 2 (2006)
- Hellcats 10 (2006)
- Hellcats 11 (2006)
- Rogue Adventures 28 (2006)
- Rogue Adventures 29 (2006)
- Service Animals 22 (2006)
- Service Animals 23 (2006)
- Service Animals 24 (2006)
- Storm Squirters 1 (2006)
- Strap Attack 4 (2006)
- Strap Attack 5 (2006)
- Big Ass She Male All Stars 4 (2007)
- Black Cock Addiction 3 (2007)
- Black Power 1 (2007)
- Black Power 2 (2007)
- Evil Vault 3 (2007)
- Face Fucking Inc. 1 (2007)
- Face Fucking Inc. 2 (2007)
- Face Fucking Inc. 3 (2007)
- Hellcats 12 (2007)
- Hellcats 13 (2007)
- Rogue Adventures 30 (2007)
- Rogue Adventures 31 (2007)
- She Male XTC 1 (2007)
- She Male XTC 2 (2007)
- Storm Squirters 2 (2007)
- Storm Squirters 3 (2007)
- Strap Attack 6 (2007)
- Strap Attack 7 (2007)
- Asian Oral (2008)
- Big Ass She-Male Road Trip 13 (2008)
- Black Cock Addiction 4 (2008)
- Black Cock Addiction 5 (2008)
- Black Power 3 (2008)
- Defend Our Porn (2008)
- Face Fucking Inc. 4 (2008)
- Hellcats 14 (2008)
- How to Please a She-Male 1 (2008)
- How to Please a She-Male 2 (2008)
- Rogue Adventures 32 (2008)
- She Male XTC 4 (2008)
- Storm Squirters 4 (2008)
- Storm Squirters 5 (2008)
- Storm Squirters 6 (2008)
- Strap Attack 8 (2008)
- Strap Attack 9 (2008)
- Asian Strap (2009)
- Big Ass She Male All Stars 5 (2009)
- Big Ass She Male All Stars 6: Girls With She Males (2009)
- Big Ass She-Male Road Trip 14 (2009)
- Black Cock Addiction 6 (2009)
- Black Cock Addiction 7 (2009)
- Evil Vault 4 (2009)
- Face Fucking Inc. 5 (2009)
- Face Fucking Inc. 6 (2009)
- Face Fucking Inc. 7 (2009)
- Hellcats 15 (2009)
- How to Please a She-Male 3 (2009)
- Next She-Male Idol 1 (2009)
- Rogue Adventures 33 (2009)
- Rogue Adventures 34 (2009)
- She Male XTC 5 (2009)
- She Male XTC 6 (2009)
- Storm Squirters 7 (2009)
- Strap Attack 10 (2009)
- Strap Attack 11 (2009)
- Big Ass She-Male Road Trip 15 (2010)
- Black Cock Addiction 8 (2010)
- Black She-Male Idol: The Auditions 1 (2010)
- Face Fucking Inc. 10 (2010)
- Face Fucking Inc. 8 (2010)
- Face Fucking Inc. 9 (2010)
- MILF Strap: Give Mommy Your Ass (2010)
- Mommy X-Perience 1 (2010)
- Mommy X-Perience 2 (2010)
- Mommy X-Perience 3 (2010)
- Next She-Male Idol 2 (2010)
- Rogue Adventures 35 (2010)
- She Male XTC 7 (2010)
- She Male XTC 8 (2010)
- She-Male Idol: The Auditions 1 (2010)
- She-Male Idol: The Auditions 2 (2010)
- Strap Attack 12 (2010)
- Strap Attack 13 (2010)
- Black Cock Addiction 9 (2011)
- Black She-Male Idol: The Auditions 2 (2011)
- Face Fucking Inc. 11 (2011)
- History Of Black Cock (2011)
- Ladyboy Adventures 1 (2011)
- MILF Strap 2: Give Mommy Your Ass (2011)
- Miss Teen Strap America 1 (2011)
- Mommy X-Perience 4 (2011)
- Next She-Male Idol 3 (2011)
- Rogue Adventures 36 (2011)
- Rogue Adventures 37 (2011)
- She Male XTC 9 (2011)
- She-Male Idol: The Auditions 3 (2011)
- She-Male Police 1 (2011)
- She-Male Police 2 (2011)
- Strap Attack 14 (2011)
- Strap Attack 15: X-treme (2011)
- Teacher's Pet 1 (2011)
- Teacher's Pet 2 (2011)
- American She-Male X 1 (2012)
- American She-Male X 2 (2012)
- Ass Party 1 (2012)
- Ass Party 2 (2012)
- Big Tit She-Male X 1 (2012)
- Black She-Male Idol: The Auditions 3 (2012)
- Evil BBW Gold 1 (2012)
- Ladyboy Adventures 2 (2012)
- Miss Teen Strap America 2 (2012)
- Next She-Male Idol 4 (2012)
- Next She-Male Idol 5 (2012)
- Sexual Messiah 1 (2012)
- Sexual Messiah 2 (2012)
- She Male Police 3 (2012)
- Strap Attack 16 (2012)
- Strap Attack 17 (2012)
- Strap for Teacher 1 (2012)
- Teacher's Pet 3 (2012)
- Teacher's Pet 4 (2012)
- True History of Fashion Sluts (2012)
- True History Of She-Male Cock (2012)
- TS Jane Marie: 5 Star Bitch (2012)
- American She-Male X 3 (2013)
- American She-Male X 4 (2013)
- American She-Male X 5 (2013)
- Ass Party 3 (2013)
- Ass Party 4 (2013)
- Ass Party 5 (2013)
- Ass Party 6 (2013)
- Babysit My Ass 1 (2013)
- Babysit My Ass 2 (2013)
- Babysit My Ass 3 (2013)
- Black She-Male Idol: The Auditions 4 (2013)
- Evil BBW Gold 2 (2013)
- Evil BBW Gold 3 (2013)
- How to Please a She-Male 4 (2013)
- Next She-Male Idol 6 (2013)
- Next She-Male Idol 7 (2013)
- Rogue Adventures 38 (2013)
- She Male XTC 11 (2013)
- She-Male XTC 12 (2013)
- Strap for Teacher 2 (2013)
- Strap for Teacher 3 (2013)
- Strap Some Boyz (2013)
- Studio A 1 (2013)
- Alien Ass Party (2014)
- American She-Male X 6 (2014)
- Babysit My Ass 4 (2014)
- Big Tit She-Male X 2 (2014)
- Complete Mommy X-Perience (2014)
- Next She-Male Idol 8 (2014)
- Rogue Adventures 39 (2014)
- Rogue Adventures 40 (2014)
- Strap Attack 18 (2014)
- Strap Some Boyz 2 (2014)
- Studio A 2 (2014)
- TEEN-Aholics (2014)